# Autostrada międzystanowa nr 97
Autostrada międzystanowa nr 97 (ang. Interstate 97, I-97) – amerykańska autostrada międzystanowa o długości 17,62 mil (28,36 km) znajdująca się całkowicie w stanie Maryland, w hrabstwie Anne Arundel. Łączy ona jednostki census-designated place Parole pod Annapolis i Brooklyn Park pod Baltimore. Budowana była etapami od 1955 do 1993. Jest to najkrótsza z głównych autostrad międzystanowych w części kontynentalnej USA (krótsza od niej jest tylko autostrada międzystanowa nr H-2 położona na Hawajach).